# День памяти российских воинов, погибших в Первой мировой войне 1914—1918 годов
День памяти российских воинов, погибших в Первой мировой войне 1914—1918 годов — памятная дата в России, отмечается 1 августа, начиная с 2013 года. Внесена в перечень памятных дат России в декабре 2012 года.

## История
Поминовение памяти погибших возникло в первый год войны, устройство Московского братского кладбища в Москве в 1915 году, в Барановичах открыт первый памятник 6 июня 1915 года, снесён в 50-х годах, в Вязьме был открыт памятник павшим воинам в 1916 году, снесён в 20-х годах.
Возобновление поминовения погибших только в Перестройку.
Отмечается в России, Белоруссии и на Украине панихидами в церквях, возложением цветов на братские могилы воинов Первой мировой с 90-х годов XX века. 19 июля (1 августа) 1914 года Германия объявила войну России, Россия вступила в войну. В мемуарах современников получила название «Великая война». Потери в войне воюющих сторон составили около 10 млн убитых, 22 млн раненых. Россия потеряла 1 миллион
600 тыс. солдат на фронтах Первой мировой войны.

## Законодательная инициатива
В июле 2012 года член Совета Федерации А. И. Лисицин внёс законодательное предложение, дополнить закон «О днях воинской славы и памятных датах России» новой датой 1 августа — День памяти русских воинов, погибших в Первой мировой войне. 26 декабря Совет Федерации утвердил новую памятную дату. 31 декабря закон «О внесении изменений в статью 1.1 Федерального закона „О днях воинской славы и памятных датах России“» подписал президент России Владимир Путин.

## Мероприятия в день памяти

### 1989
- Даугавпилс, Латвийская ССР, 1 августа. Первое поминовение павших в Даугавпилсе, общество «Русичи», руководитель Мекш, Эдуард Брониславович .

### 1999
- Даугавпилс. Выпущен памятный конверт № 44 Русским историческим клубом Даугавпилса к 10-й годовщине первого поминовения русских воинов на православном кладбище 1 августа(1989). Тираж 15 экз.[7]

### 2009

#### Россия
- Боровичи, Новгородская область, 1 августа. Митинг, посвящённый памяти жертв Первой мировой войны.
- Москва, 1 августа. Международная мемориальная церемония посвящённая 95-летию начала Первой мировой войны на территории бывшего Московского городского Братского кладбища.
- Санкт-Петербург, 1 августа. В Казанском соборе отслужена панихида по солдатам и офицерам Русской Императорской армии и Флота.

#### Латвия
- Даугавпилс, 31 июля. Возложены цветы на братские могилы на православном, старообрядческом, лютеранском кладбищах.

### 2010

#### Латвия
- Даугавпилс 1,2 августа горожане возложили венок[8] и цветы на братские могилы на православном, старообрядческом и лютеранском кладбищах.

### 2011

#### Латвия
- Даугавпилс, 1 августа. В 97-ю годовщину начала Великой войны 1914—1918 годов под сенью флага Российской империи (бело-сине-красный) с траурным бантом и лентами, возложены цветы к братским могилам на православном, старообрядческом и лютеранском кладбищах. На православном кладбище к обелиску возложены цветы с лентой и текстом: «1 августа/19 июля 1914 День памяти жертв 1 Мировой войны», здесь погребено 3754 человека, 20 могил на старообрядческом кладбище, на лютеранском кладбище «173 немца, 4 австрийца, 3 турка, 72 русских», склонённый флаг и минуты молчания[9].

#### Россия
- Санкт-Петербург, 1 августа. Отслужена панихида по воинам Русской императорской армии в Казанском кафедральном соборе города[10].

### 2012

#### Латвия
- 1 августа, Даугавпилс. Возложены цветы на братские могилы на кладбищах города. К этой дате отремонтирован обелиск на Православном кладбище города за счёт средств выделенных Генеральным консульством России в Даугавпилсе.

### 2013

#### Латвия
- Даугавпилс. Возложение цветов на кладбище города.

#### Литва
- Клайпеда. 1 августа состоялось возложение венков и цветов к памятнику на братской могиле российских воинов, где захоронено 152 воина российской армии, погибших во время Первой мировой войны.

Россия
- Воронеж. 9 мая открыли памятник Героям трёх войн, посвящённый памяти солдат, погибших в Отечественной войне 1812 года, Первой мировой войне и Великой Отечественной войне 1941—1945 годов[11].
- Воронеж. 1 августа — панихида на Терновом кладбище[12].

### 2014

#### Беларусь
- Сморгонь. Открытие мемориала жертвам Первой мировой войны[13][14].

#### Латвия
- Даугавпилс, 1 августа. Молебен в Борисо-Глебском соборе, возложение цветов на городских кладбищах[15][16]. 17 сентября в городском музее открылась выставка, посвящённая 100-летию Первой мировой войны «На рубеже огня и смерти»[17][18].

#### Россия
- Гусев (Гумбиннен), 24 августа 2014 года. Открыты два памятника Первой мировой в память Гумбинненского сражения и мемориальная доска Ренненкампфу[19][20][21].
- Калининград. Открыт памятник солдатам Первой мировой войны. Открыт 30 мая 2014 года[22][23].
- Козельск. Почтили память павших воинов[24].
- Липецк, 8 августа 2014 года открыта стела, высотой 17 метров, в память Первой мировой войны[25][26][27].
- Москва. Открытие памятника героям Первой мировой войны на Поклонной горе[28].
- Санкт-Петербург. Открытие памятника русским солдатам у Витебского вокзала[29][30].
- Челябинск. Отмечена 100-летняя годовщина начала войны.
- Воронеж. Открытие мемориала воронежцам — Георгиевским кавалерам, участникам Первой мировой войны[31].

Другие города России.

### 2015

#### Латвия
- Даугавпилс, 1 августа. Возложены цветы на братских могилах на православном, старообрядческом и лютеранском кладбищах под сенью флага Российской империи (бело-сине-красным) в траурном обрамлении бант и чёрные ленты. Возложены цветы к памятникам по зарасайскому/новоалександровскому шоссе от Калкун до Медуми, 5 обелисков «Солдатам Великой войны 1914—1917» и один за Медумом за рекой Лауцеса в лесу с использованием флага РИ в траурном обрамлении.
- 16 октября 2015 года в Даугавпилсской крепости состоялась XV краеведческая конференция, посвящённая 100-летию обороны Двинска (осень 1915 — февраль 1918) в Первой мировой/ Великой войне 1914—1918 годов[33][34], ранее в Генконсульстве РФ в Даугавпилсе открылась выставка, посвящённая обороне Двинска (русский Верден)[35].
- 31 октября 2015 года в Медуми Даугавпилсского края к Памятному кресту на линии русско-германского фронта Великой войны возложены цветы, зажжены свечи в память 100-летия обороны Двинска (1915—1918), надпись на ленте гласит: «1915-2015 100-летию обороны Двинска, мужеству и героизму солдат и офицеров РИА. Благодарные горожане 31.10.2015».

#### Россия
- Поминовение в городах России[36]
- В городе Тольятти Самарской области 1 августа собрались ветераны ВС РФ, Погранвойск, представители казачества, курсанты Детского морского центра им. Героя Советского Союза Евгения Никонова, а также горожане и гости. После кратких выступлений, под оружейный залп были возложены цветы к Памятному знаку воинам-ставропольчанам участникам Первой мировой войны и проведена Минута Молчания. (недоступная ссылка)
- Воронежская область, с. Землянск. Открытие памятного камня воинам 226-го Землянского пехотного полка[37].
- Воронеж. Выставка «Первая мировая война в документах и фотографиях»[38].

### 2016

#### Латвия
- Даугавпилс, 31 июля. Возложены цветы на братские могилы на православном, старообрядческом и лютеранском кладбищах города. Возложены цветы к обелискам от Калкун до Медуми, Золотая горка, к обелиску на Рижском шоссе, присутствовал флаг Российской империи (бело-сине-красный) в траурном обрамлении чёрных лент.

#### Россия
- Вологда открылась выставка о 1 Мировой войне, год 1916[39].
- Рязань открылся памятник героям 1 Мировой войны[40].
- Тамбов открылась выставка о 1 Мировой[41].
- Ульяновская область, с. Кременки, 1 августа открыт бюст полного Георгиевского кавалера[42][43], подполковника Владимира Долматова[44][45].

### 2017

#### Латвия
- Рига, 1 августа. Отслужен молебен на Братской могиле у Всехсвятской церкви, выставлен почётный караул[46].

#### Россия
- Москва. Возложены цветы от РИО на Московском Братском кладбище[47]. Открыт портал Памяти героев Великой войны 1914—1918[48] (более 2,5 мил. персоналий)[49].
- Саратов. Открыт мемориал воинам 1 Мировой войны[50].

### 2018

#### Латвия
- Даугавпилс, 1 августа — возложены цветы на братских могилах на православном, старообрядческом, лютеранском кладбищах. Присутствовал флаг Российской империи (бело-сине-красный) в траурном обрамлении чёрных лент.

#### Россия
- Воронеж, 1 августа — Возложение цветов на Терновом кладбище.
- Москва, 1 августа — поминовение павших воинов на Московском Братском кладбище, Нарышкин и Мединский почтили память павших, возложили цветы в усыпальницу к праху ВК Н. Н. (младшего) Романова.
- Царское Село, 1 августа — открыт памятник «1914» в память героев Великой войны у Екатерининского собора, полковой священник в полный рост благословляет воинов на битву.

### 2019

#### Беларусь
- 1 августа, Минск — почтили память погибших в 1 Мировой войне на Братском мемориальном кладбище[51].
- Сморгонь — открыли табличку в память подвига женского батальона под командованием Марии Бочкаревой, под городом начаты работы по созданию памятника[52].

#### Латвия
- Даугавпилс — возложены цветы на православном, старообрядческом и лютеранском кладбищах под сенью триколора — флага РИ с обрамлением траурными лентами, минута памяти у каждой могилы.

#### Россия
- Гдов — открыт памятный камень гдовичам, участникам Великой войны[53].
- Москва — почтили память погибших в 1 Мировой/Великой войне[54].
- Нижний Новгород — панихидой почтили память воинов 1 Мировой[55].
- Царское Село — в Ратной Палате открыта выставка, посвящённая Первой мировой войне[56].

### 2023

#### Латвия
- Даугавпилс —  1 августа возложены цветы на Братском кладбище и к Памятному кресту/Медуми.